# Атта Мухаммад Нур
Атто Мухаммади Нур (дари عطا محمد نور; род. 1965, Балх, Королевство Афганистан) — афганский политический деятель, в прошлом — губернатор провинции Балх (2004—2018). Один из богатейших людей Афганистана, главный лидер таджиков Афганистана, де-факто контролирует весь Север Афганистана. На данный момент[когда?] личная армия Ато Мухаммада Нура составляет 60 000 бойцов также у него есть три мощные милицейские группировки численностью 12 000 человек. Источники сообщают, что в случае начала гражданской войны в Афганистане Ато Мухаммад Нур захватит полностью весь Север страны.
Во время наступления талибов в 2021 году Нур вместе с Абдулом Рашидом Дустумом бежали из Мазари-Шарифа в Узбекистан в августе 2021 года.

## Биография
Атто Мухаммади Нур родился 1965 в Мазари-Шариф провинции Балх Афганистан. Этнический таджик. Прозвища: (Учитель) (Король Севера). До 1979 года работал учителем средней школы, после того, как начался советско-афганский конфликт, обучал Моджахедов, затем стал членом и полевым командиром сопротивления партии Джамаат-и-ислами.
К 1992 году считался самым влиятельным полевым командиром на Севере Афганистана. В том же году присоединился к Национальному Исламскому Движению Рашида Дустума в качестве заместителя лидера, но уже в следующем году ушел из движения.
В конце 1996 служил полевым командиром в антиталибском Северном Альянсе Ахмад Шаха Масуда в провинции Балх.
Губернатор провинции Балх с 2002 года. По рейтингу журнала The Economist считается одним из богатейших людей Афганистана.
В провинции Балх создал дисциплинированную администрацию из числа командиров, с которыми воевал в 1980-х и 1990-х;
За счет авторитарных методов местная администрация Атто Нура добилась относительной безопасности и стабильности даже в самых отдаленных районах, что способствовало экономическому росту в регионе;
В 2005—2007 гг. реализовывал программу по ликвидации полей опийного мака с 7.200 га земли;
На выборах августе 2009 г. поддержал доктора Абдуллу Абдуллу — наполовину таджика;
Полностью контролирует весь бизнес в провинции, в том числе и нелегальный, совладелец всех крупных компаний в регионе;
Население оказывает Атто Нуру всяческую поддержку в ответ на безопасную жизнь и хорошие дороги;
Администрация Атто Нура регулярно получает дополнительное финансирование в рамках программы реструктуризации приоритетов государственной службы и некоторые платежи от министерства по борьбе с наркотиками США;
Противники Атто Нура характеризуют его как коррумпированного деятеля, который держит людей в страхе и потворствует торговле наркотиками в регионе;
Тем временем силы безопасности Атто Нура совместно с национальной армией устраняют группировки ИГИЛ и Талибан в провинции Балх.
Тезисы публичных заявлений (активный PR, в том числе и в социальных сетях): 
- Выступает против стратегии выхода иностранных войск из Афганистана, поскольку опасается активизации деятельности «Талибана» и в то же время не поддерживал наличие американских баз на территории Афганистана.
- Ранее выступающий против переговорного процесса с талибами, против примирения со своими бывшими заклятыми врагами, теперь[когда?] согласен на включение представителей талибов в правительство.
- Призывает правительство держать народ в курсе относительно процесса мирных переговоров с «Талибан»;
- Утверждает, что гигантские средства, направленные на борьбу с выращиванием опийного мака, попадают в руки членов мафии, которые расширяют культивирование и контрабанду опиума в стране;
- Призывает страны мира сотрудничать с Афганистаном и поддерживать усилия по достижению стабильности в стране.

У Атто Нура пять сыновей и две дочери. Старший сын учился в Лондоне, один из средних в американском университете Дубая.